# 阳江三角虫
阳江三角虫（学名：Triangula yangkiangensis）为新碘泡科三角虫属的动物。在中国，分布于广东等，营寄生生活，寄生在鳃（吻虾虎）、体表、肠（彩石鲋）。